# Henri Jolicœur (France)
Pour les articles homonymes, voir Henri Jolicoeur et Jolicoeur.
Henri Charles Jolicœur est un médecin français, né à Reims le 4 avril 1839 et mort dans la même ville le 16 janvier 1895. Il joua un rôle important en Champagne dans la lutte contre le phylloxéra.

## Biographie
Henri Charles est le fils de Jean-Baptiste Ferdinand Jolicœur, pharmacien à Reims, et de Marie Louise Richard. Il décède le 16 janvier 1895 et est enterré au cimetière du Nord de Reims dans le canton 9.

### Médecin enseignant
Il devient docteur en médecine à Paris en 1868.
Il enseigne à l'École de médecine de Reims, d'abord comme chef des travaux anatomiques puis du cours d’histoire naturelle et de zoologie en 1878.
De 1877 à 1892, il est secrétaire général de la Société de viticulture et d'horticulture de Reims.

### Politique
En 1889, il est élu conseiller municipal à Reims.
Conseiller général du 4e canton de Reims d'avril 1889 à octobre 1894 (démission).

## Publications
- Contributions pour servir à l'histoire des vers intestinaux nématoïdes (Thèse de doctorat), 1868 (OCLC 494096609).
- Avec Victor Lemoine et Alphonse Péron, Aperçu général sur Reims et ses environs aux points de vue géologique, botanique et zoologique, Association française pour l'avancement des sciences, 1880 (OCLC 670211274, lire en ligne).
- Chronique entomologique de la Société d'histoire naturelle de Reims, pour l'année 1879, 1880 (OCLC 715728182).
- Rapports sur la maladie de la vigne connue dans la Marne sous le nom vulgaire de Morille, F. Thouille, 1881 (OCLC 691073819, lire en ligne).
- Les ennemis des vignes champenoises, Reims, J. Justinart, 1889 (OCLC 561989360).
- Avec Émile Eugène Aldric Topsent, Études sur l'écrivain ou gribouri (Adoxus vitis Kirby), 1892 (OCLC 64043761).
- Le "Phylloxera vastatrix", ses différentes formes, les lésions qu'il détermine, mémento pratique de l'évolution biologique de l'insecte, à l'usage des viticulteurs de la Champagne, R. Bonnedame, 1893 (OCLC 457625028).
- Description des ravageurs de la vigne : Insectes et champignons parasites représentés en couleur, avec indication des meilleurs moyens à employer pour les combattre, Reims, F. Michaud, 1894 (OCLC 222407696, lire en ligne).

## Décoration
- Chevalier de la Légion d'honneur (décret du 31 octobre 1892)[1].

## Hommage et postérité
L'actuel lycée Franklin-Roosevelt s'appelait auparavant collège moderne et technique Jolicœur.
Comme le lycée, la rue baptisée Henri-Jolicœur en 1895 qui longe ce lycée est rebaptisée en 1949 pour prendre le nom de rue du Président-Franklin-Roosevelt en hommage aux forces armées américaines. Un square anonyme, situé derrière la place Saint-Thomas, au cœur du faubourg de Laon, sera nommé square Henri-Jolicœur. Un buste du docteur Jolicoeur avait été inauguré en 1898, place Saint-Thomas à Reims, mais a été détruit du fait de la mobilisation des métaux non ferreux sous le régime de Vichy.